# Háromszöget ábrázoló zászlók képtára
Ez a galéria háromszöget vagy triszkeliont ábrázoló zászlókat mutatja be.

## Háromszög

Abejorral, Kolumbia
Az arab felkelés zászlaja (1916–1918)
Az Arapahók zászlaja
Bahama-szigetek zászlaja
Bougainville zászlaja (függetlenségi mozgalom)
Cabo Rojo, Puerto Rico
Estelada (Katalán függetlenség)
A Kínai Köztársaság zászlaja
A Kínai Köztársaság Hadseregének zászlaja
Tajvani polgári zászló
Tajvani tengerészeti orr-árbóc lobogó
Comore-szigetek zászlaja
Kuba zászlaja
Csehország zászlaja
Dzsibuti zászlaja
Egyenlítői-Guinea zászlaja
Eritrea zászlaja
Németország zászlaja (ideiglenes polgári zászló, 1945-1949)
Guyana zászlaja
Jemeni Népi Demokratikus Köztársaság zászlaja (1967-1990)
Jordánia zászlaja
Habarovszki kerület
Mozambik zászlaja
Nevis
Palesztina zászlaja
Pasto
Fülöp-szigetek zászlaja
Puerto Rico zászlaja
Csing-dinasztia (1862-1890)
Salinas, Puerto Rico
Dél-afrikai Köztársaság zászlaja
Szudán zászlaja
Dél-Szudán zászlaja
Kelet-Timor zászlaja
Tuva zászlaja
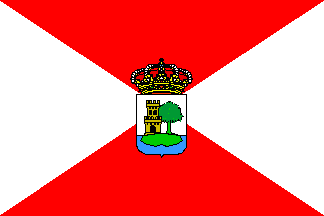
Vigo
Zimbabwe zászlaja
ICS zászló zulu

## Triszkelion

Afrikai Ellenállási Mozgalom
Ingusföld zászlaja
Kumik zászlaja
Man sziget zászlaja
Szicília zászlaja